# St. Katharina (Ernstkirchen)

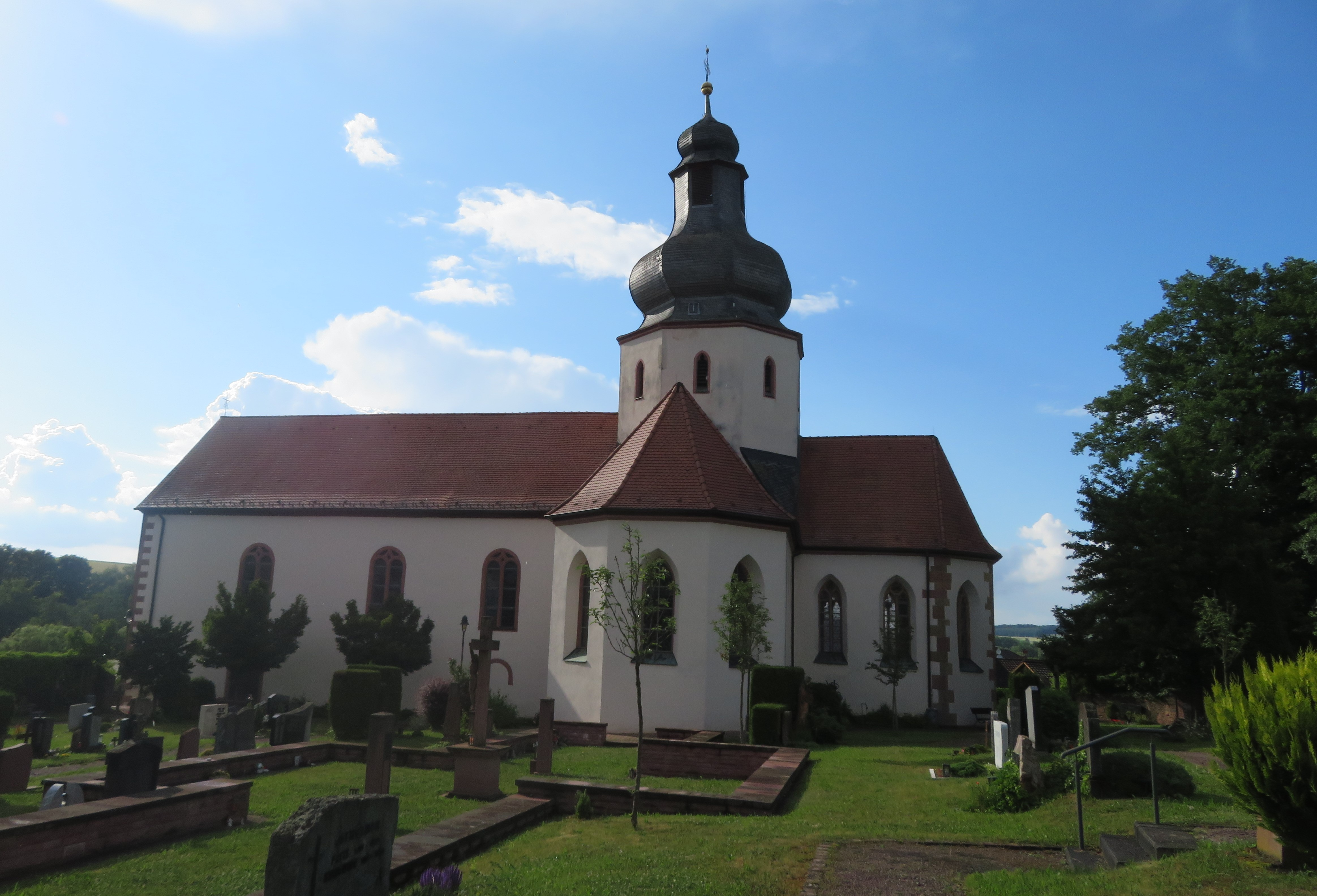
St. Katharina (Ernstkirchen)

Die römisch-katholische, denkmalgeschützte Pfarrkirche St. Katharina, steht in Ernstkirchen, einem Weiler im Markt Schöllkrippen im Landkreis Aschaffenburg (Unterfranken, Bayern). Die Kirche ist unter der Denkmalnummer D-6-71-152-30 als Baudenkmal in der Bayerischen Denkmalliste eingetragen. Die Pfarrei gehört zur Pfarreiengemeinschaft St. Katharina Ernstkirchen – St. Josef Kleinkahl im Dekanat Alzenau des Bistums Würzburg.

## Beschreibung
Der dreiseitig geschlossene Chor im Osten und der Kirchturm stammen aus der ersten Hälfte des 14. Jahrhunderts. An den Turm wurde 1702–08 nach Westen das Langhaus angebaut. Die Saalkirche wurde 1962 durch zwei dreiseitig geschlossene Querarme zur Kreuzkirche erweitert. Der sechseckige, dreigeschossige Vierungsturm, der auf den alten Kirchturm zurückgeht, ist mit einer schiefergedeckten Zwiebelhaube bedeckt. 
Die barocke Kirchenausstattung wurde 1862 durch eine neugotische ersetzt, die bei der Renovierung 1958 wieder beseitigt wurde. Die Orgel mit 23 Registern, zwei Manualen und einem Pedal wurde 2004 von Karl Göckel gebaut.